# Ralv Milberg
Ralv Milberg (* 1978 in Stuttgart als Ralf Milberg) ist ein deutscher Musikproduzent, Experimental-Musiker, Autor, Sprecher und Mastering Engineer. Bekanntheit erlangte er vor allem durch seine Zusammenarbeit mit Post-Rock-Bands, wie Die Nerven, Human Abfall, Bees Made Honey in the Vein Tree und Karies.

## Werdegang
Milberg experimentierte schon mit knapp zehn Jahren mit dem Tonbandgerät seines Vaters und bastelte Klangcollagen, Beats und Schleifen. Ab Anfang der 1990er Jahre war er hauptsächlich als Sänger, Bassist und Gitarrist in verschiedenen Bands aktiv und produzierte einige Demokassetten befreundeter Bands. Sein Werk ist mitunter beeinflusst von melancholischen Ausprägungen im Jazz, in klassischer Musik, sowie Gitarren-Rock, von Noise, Drone, Elektro, psychedelischer Musik und Krautrock.
Als Musiker und Sänger wirkte er unter anderem in Bands wie Die Felsen, Longjumpmin, Velvet First Floor, Spontankreativ, Krautheim, The Baijkonour Ghost und Stale. Milberg ist Produzent der letzten vier Die-Nerven-Alben „Fun“, „Out“, „Live in Europa“ und „Fake“ und war zudem bei Aufnahmen von Manfred Vanzetta und Künstlern wie Human Abfall, Karies, Aidan Baker, Kaufmann Frust und Friends of Gas involviert. Milberg spielt heute mit dem Ex-Stale-Bassisten Vasili Asmanidis in der Band Die Felsen sowie mit Max Rieger und Thomas Zehnle bei Jauche.
Milbergs Produktionen sind durch eine außergewöhnliche räumliche Abbildung und Tiefenstaffelung charakterisiert, er spielt gleichermaßen mit natürlichen und künstlichen Räumen und arrangiert sie teils paradox, abstrakt und dystopisch. Zur Ausgestaltung dieses Eindrucks behandelt Milberg gerade das Übersprechen der Mikrofone als wichtiges Nutzsignal, das für gewöhnlich – als Störsignal empfunden – aus einer Aufnahme ausgefiltert wird. Der Fernsehsender ARTE bezeichnete den Produzenten Milberg als „Ziehvater“ und „großer Bruder“ der sogenannten „Stuttgarter Schule“ – diesen von der Presse erfundenen Begriff lehnen jedoch viele Bands entschieden ab.
Im Januar 2025 veröffentlichte Milberg unter dem Pseudonym Prince In His Arms sein Debütalbum "Colours". Andreas Rieke alias And.Ypsilon von der Musikgruppe Die Fantastischen Vier übernahm das Mastering des Albums.
Milberg ist verheiratet, hat zwei Söhne, lebt derzeit in Stuttgart und betreibt dort seit 2008 die Firma Milberg Studios sowie das Musiklabel Chicos Records.

## Diskografie (Auswahl)
- Navel: Alexeij (LP, Album, Taping Desk O-phon Mania; 2000)
- Velvet First Floor: Stringa ét Com (CD, Album, Diesel Combustible; 2001)
- Longjumpmin: Andalusia: Fading Like Assholes (LP, Album, Taping Desk O-phon Mania; 2004)
- Krautheim: Mädchen auf der Rennbahn (MC, Album, Dub Ditch Picnic; 2010)
- Roman Wreden: Wayfarers (LP, CD, Album, HeadShotRecordings; 2012)
- Die Nerven: Fun (LP, CD, Album, This Charming Man Records / Fin du Monde; 2014)
- Human Abfall: Tanztee von unten (LP, Album, Sounds of Subterrania; 2014)
- Aidan Baker & Felipe Salazar: At Komma (CD, Album, Tokyo Jupiter Records; 2014)
- Jamhed: Lollipop Giveaway in Wee Wah Wonderland (LP, CD, Album, Setalight Records; 2015)
- Karies: Es geht sich aus (LP, CD, Album, This Charming Man Records / Harbinger Sound; 2016)
- Bees Made Honey in the Vein Tree: Medicine (LP, Album, Pink Tank Records; 2016)
- Die Nerven: Fake (LP, CD, Album, Glitterhouse Records; 2018)
- Kaufmann Frust: Aus Wachs (LP, CD, Album, My Favourite Chords; 2018)
- Daydreamtones: Daydreamtones (LP, Album, Chicos Records; 2019)
- Jauche: Wayne (LP, Album, BeatBude.com; 2020)
- Apneu: Silvester (LP, Album, Subroutine Records; 2020)
- Chris Succo: Nude Landscape (LP, Album, Grzegorzki Records; 2021)
- De Må Være Belgiere: Antagonist (LP, Album, Glorious Records; 2021)
- Bees Made Honey In The Vein Tree: Aion (LP, Album, Magnetic Eye Records; 2023)
- Kitz: Blase (LP, Album, Ghost Notes Records, Selfcare Records; 2024)